# Le Pin (Deux-Sèvres)
Le Pin é uma comuna francesa na região administrativa da Nova Aquitânia, no departamento de Deux-Sèvres. Estende-se por uma área de 19,09 km². Em 2010 a comuna tinha 1 075 habitantes (densidade: 56,3 hab./km²).